# پرویز صداقت
پرویز صداقت (۱۳۴۳ در تهران) اقتصاددان، پژوهشگر اقتصاد سیاسی، مترجم و مدیر گروه اقتصاد سیاسی سایت انسان‌شناسی و فرهنگ است. او سردبیر روزنامه‌های «سرمایه»، «ماهنامه بورس» و «فصلنامه حسابدار رسمی» را بر عهده داشته‌است. پرویز صداقت کتاب‌ها و مقالات متعددی را با موضوع اقتصاد سیاسی به زبان فارسی ترجمه کرده‌است.

## دیدگاه‌ها
پرویز صداقت معتقد است که در ایران و در رسانه‌های عامه نسبت به مفهوم نولیبرالیسم سوءتفاهمی ایجاد شده‌است و این واژه عمدتاً با لیبرالیسم یا لیبرال‌دموکراسی اشتباه گرفته می‌شود. صداقت معتقد است که تنها در دولت‌های استبدادی است که افراطی‌ترین برنامه‌‌‌‌‌‌‌‌‌‌‌‌‌‌‌‌‌‌‌‌های نولیبرالی قابل‌اجرا است و حتی در پیشرفته‌ترین دموکراسی‌های سرمایه‌داری هم نولیبرالیسم به‌شدت به هنجارهای لیبرال دموکراتیک آسیب زده‌است.
پرویز صداقت در بحران کاهش ارزش ریال در تابستان ۱۳۹۷ به انتقاد از سیاست‌های پولی بانک مرکزی ایران پرداخت و آنچه را که بانک مرکزی «توطئهٔ دشمن» می‌دانست، حاصل نابخردی‌های سیاست‌های پولی خودش در سال‌های اخیر ارزیابی کرد.
پرویز صداقت طی مجموعه مقالاتی در سایت نقد اقتصاد سیاسی مطرح می‌کند که اقتصاد ایران از اوایل دهه‌ ۱۳۹۰ به انسداد ساختاری رسیده است و بدون تغییرات ساختاری امکان برون‌رفت از بحران‌های موجود میسر نیست. 
همچنین او در مجموعه‌ سه وبینار برای رادیو زمانه که تاکنون دو قسمت آن منتشر شده همین بحث را تشریح کرده و تأکید می‌کند مجموعه بحران‌های ساختاری اقتصادی به موازات بحران‌های اجتماعی - سیاسی و بحران ژئوپلتیک ایران را در شرایط جدیدی قرار داده‌است.

## آثار

### مقالات
- فرهنگ واژگان مالی نویسندگان: دکتر حسین عبده تبریزی، پرویز صداقت، فصلنامه علمی-پژوهشی تحقیقات مالی، انتشارات دانشگاه تهران.[۶]

### ترجمه‌ها
- آریگی، جووانی، مارپیچ سرمایه: گفت‌و‌گوی دیوید هاروی با جووانی اریگی، ترجمۀ پرویز صداقت، تهران: آزادمهر‏‫، ۱۳۸۹.
- صداقت، پرویز، گذار از فیودالیسم به سرمایه‌‌داری، گردآورنده و ویراستار پرویز صداقت، نویسندگان الن‌میک‌سینز وود و دیگران، ترجمۀ حسن آزاد و دیگران، تهران: انتشارات سمندر‫، ۱۳۹۷.
- ره‍ن‍م‍ا، س‍ع‍ی‍د، گذار از سرمایه‌داری: گفتگو با رابرت آلبریتون، باربارا اپشتاین، آرون اتزلر، اعجاز احمد، ژیلبر اشکار، کوین اندرسن، لیو پانیچ، کاترین سامری، سام گیندین، مایکل لبوویتز، پیتر هیودیس و اورسلا هیوز، ترجمهٔ پرویز صداقت، تهران: نشر آگاه‏‫، ‏‫‏‏‏۱۳۹۵.
- صداقت، پرویز، ایدئولوژی نولیبرال، گردآوری و ترجمه پرویز صداقت، تهران‏‫‏: نگاه‬‏‫‏، ۱۳۸۸.
- از سقوط مالی تا رکود اقتصادی: ریشه‌های بحران بزرگ مالی، جوانی اریگی و دیگران، گردآوری و ترجمه پرویز صداقت، تهران: پژواک‏‫، ۱۳۹۰.
- ه‍اروی‌، دی‍وی‍د، از حق به شهر تا شهرهای شورشی، ترجمهٔ خسرو کلانتری و پرویز صداقت، تهران: نشر آگاه‏‫، ۱۳۹۵.

### ویرایش
- رضایی، ذبیح‌الله و دوانی، غلامحسین، پایداری کسب و کار (عملکرد، رعایت مقررات، حساب‌دهی و گزارشگری یک‌پارچه)، ویراستار پرویز صداقت، [به سفارش] موسسه حسابرسی و خدمات مدیریت دایارهیافت، ‏‫تهران‬‏‫: انتشارات کیومرث‬‏‫، ۱۳۹۶.